# Nortkerque
Nortkerque és un municipi francès, situat al departament del Pas de Calais i a la regió dels Alts de França. L'any 1999 tenia 1.583 habitants.
Nortkerque es troba al nord-est del departament del Pas de Calais. Està a prop de la capital del districte, Audruicq. Es troba al cantó d'Audruicq, que al seu torn forma part del districte de Saint-Omer.
La població és servida per l'estació de Nortkerque.